# 麥克爾哈尼 (密蘇里州)
麥克爾哈尼（英語：McElhany）是位於美國密蘇里州牛頓縣的非建制地區。

## 歷史
麥克爾哈尼的郵局於1896年設立，其後於1911年停運。

## 地理
麥克爾哈尼所處的海拔為高於海平面381米（即1250英呎），而該地所採用的時區為UTC-6，即北美中部時區（CST）。同時該地設有夏令時間，為UTC-6調快一小時，即UTC-5（CDT）。